# Вернер Профт
Вернер Профт (нім. Werner Proft, 12 серпня 1901 — ) — німецький хокеїст на траві.
Бронзовий призер Олімпійських Ігор 1928 року.